# 力晶積成電子製造
PSMC（力晶積成電子製造股份有限公司 ）（りきしょうはんどうたい、称:Powerchip) は、台湾の集積回路メーカー。
PSMCは半導体製品、特にメモリーチップやその他の集積回路を製造・販売している。2020年現在、PSMCは3つの12インチと2つの8インチ・ウェハ・ラボを有する世界第7位の半導体ファウンドリーである。PSMCはファウンドリーサービスだけでなく、設計、製造、テストサービスも提供している。PSMCは1994年に設立され、本社は台湾の新竹市にある。
半導体メモリ、主にDRAM、フラッシュメモリなどを製造する。
2006年12月、日本のエルピーダメモリと合弁で瑞晶電子股份有限公司（レックスチップ・エレクトロニクス）を設立した。
2023年7月、力晶半導体は、SBIホールディングスと、日本での半導体工場設立の準備会社を設立することで基本合意したと発表した。
2024年9月、力晶半導体は日本での半導体工場設置を白紙撤回した。